# Apiactis tentaculata
Espèce
Apiactis tentaculata est une espèce de cnidaires de la famille des Cerianthidae.

## Systématique
Le nom valide complet (avec auteur) de ce taxon est Apiactis tentaculata Leloup, 1942.